# Charlie Brown Jr.
Charlie Brown Jr. fou un grup de música rock brasiler, originari de Santos i actiu entre el 1992 i el seu abrupte desenllaç el 2013. Encapçalat pel vocalista Alexandre Magno Abrão, àlies Chorão, va suposar l'evolució natural del seu anterior grup, What's Up, i va convertir-se en un dels grups més populars del país entre els anys 1990 i 2000.
El seu estil musical, que li fou mereixedor de dos premis Grammy Llatins el 2005 i el 2010 (i de cinc nominacions més), combinava sons de diversos subgèneres i transicions del rock com el rock alternatiu, el pop-rock, el rapcore o el funk rock, amb incursions en l'ska, el reggae, el punk i també el hardcore melòdic. Va tenir un impacte especialment rellevant en el sector juvenil brasiler més desafavorit socialment i culturalment alternatiu, ateses les lletres de les seves cançons amb reivindicacions de classe popular i també l'ús d'argot urbà i trets lingüístics dialectals amb connotacions d'apel·lació geogràfica molt determinats.
La banda sempre va romandre molt condicionada i eclipsada a l'actitud i la drogoaddicció de Chorão, amb diversos canvis de components i desmembraments col·lectius. La seva mort l'any 2013 per causa d'una sobredosi de cocaïna va suposar la dissolució del grup, seguida pocs mesos del suïcidi amb armes de foc del seu membre en el rol del baix elèctric, Luiz Carlos Leão Duarte Júnior (àlies Champignon), durant uns episodis d'ansietat i depressió.
Un parell d'anys després de la dissolució del grup, la plataforma musical Deezer va anunciar que Charlie Brown Jr. havia estat la segona banda brasilera més escoltada del món del 2015 fora dels límits estatals del Brasil.

## Discografia
La discografia de Charlie Brown Jr. consta de deu àlbums d'estudi, sis àlbums de vídeo, tres àlbums en directe, una obra ampliada, una compilació i una cinta demo.
El 1994 van publicar la seva primera maqueta i van assolir un contracte amb Virgin Records; el seu debut Transpiração Contínua Prolongada es va llançar al mercat l'any 1997 amb aquest segell.
Després del llançament del seu tercer àlbum Nadando com os Tubarões, el grup va continuar com a quartet fins que el llançamet de Tamo Aí na Atividade va desfermar una sèrie de divergències creatives i la sortida de la banda pràcticament sencera. Després d'un breu parèntesi, el seu vocalista principal, Chorão, va aconseguir reactivar la banda l'any 2005, amb diversos canvis fins al 2008.
Mentre la banda treballava en el seu desè àlbum d'estudi, La Familia 013, es van produir les morts de Chorāo —que sempre havia estat involucrat en l'abús de substàncies estupefaents— i de Champignon al llarg de l'any 2013. L'àlbum fou publicat pòstumament l'octubre d'aquell mateix any i, gairebé un decenni més tard, el juliol del 2021, Sony Music va llançar al mercat un altre àlbum pòstum, Chegou Quem Faltava, enregistrat a partir d'un espectacle en viu del 2011.
| Any  | Àlbum                              | Tipus                 | Segell         | Certificació                           |
| ---- | ---------------------------------- | --------------------- | -------------- | -------------------------------------- |
| 1995 | Charlie Brown Jr.                  | Cinta demo            | Autopublicat   |                                        |
| 1997 | Transpiração Contínua Prolongada   | Àlbum d'estudi        | Virgin Records | - PMB: Platí                           |
| 1999 | Aquele Luxo!                       | EP                    | Virgin Records |                                        |
| 1999 | Preço Curto... Prazo Longo         | Àlbum d'estudi        | Virgin Records | - PMB: Platí                           |
| 2000 | Nadando com os Tubarões            | Àlbum d'estudi        | Virgin Records | - PMB: Or                              |
| 2001 | Abalando a Sua Fábrica             | Àlbum d'estudi        | EMI            |                                        |
| 2002 | Charlie Brown Jr. ao Vivo          | Videoàlbum en directe | EMI            |                                        |
| 2002 | Bocas Ordinárias                   | Àlbum d'estudi        | EMI            | - PMB: Or                              |
| 2003 | Acústico MTV: Charlie Brown Jr.    | Videoàlbum en directe | EMI            | - PMB: Platí                           |
| 2004 | Tamo Aí na Atividade               | Àlbum d'estudi        | EMI            | - PMB: Platí - Premi Grammy Llatí 2005 |
| 2005 | Imunidade Musical                  | Àlbum d'estudi        | EMI            | - PMB: Or                              |
| 2005 | Skate Vibration                    | Videoàlbum en directe | EMI            | - PMB: Or                              |
| 2007 | Ritmo, Ritual e Responsa           | Àlbum d'estudi        | EMI            |                                        |
| 2008 | De 1997 a 2007                     | Àlbum de compilació   | EMI            |                                        |
| 2008 | Ritmo, Ritual e Responsa ao Vivo   | Videoàlbum en directe | EMI            |                                        |
| 2009 | Camisa 10 Joga Bola Até na Chuva   | Àlbum d'estudi        | Sony Music     | - PMB: Platí - Premi Grammy Llatí 2010 |
| 2012 | Música Popular Caiçara             | Videoàlbum en directe | Radar Records  |                                        |
| 2013 | La Familia 013 (àlbum pòstum)      | Àlbum d'estudi        | Som Livre      |                                        |
| 2021 | Chegou Quem Faltava (àlbum pòstum) | Videoàlbum en directe | Sony Music     |                                        |

## Premis
- Grammy Llatins
  - Millor àlbum de rock brasiler: 2005 i 2010.
- Premis Multishow de música brasilera
  - Millor cançó: 2007
  - Millor videoclip: 2008
- MTV Brasil
  - Millor videoclip (votació popular): 2001, 2003
  - Millor videoclip de rock: 2001, 2003
  - Millor videoclip d'artista novell: 1998
  - Millor instrumentista: 2004-Champignon

## Components i cronologia
- Chorão: vocalista (1992–2013; mort el 2013)
- Marcão: guitarra elèctrica (1992–2005, 2011–2013)
- Thiago Castanho: guitarra elèctrica (1992–2001, 2005–2013)
- Champignon: baix elèctric, beatboxing (1992–2005, 2011–2013; mort el 2013)
- Heitor Gomes: baix elèctric (2005–2011)
- Renato Pelado: bateria (1992–2005)
- Pinguim Ruas: bateria, beatboxing (2005–2008)
- Bruno Graveto: bateria (2008–2013)